# Dragomir Bukvič
Dragomir Bukvič (in serbo Драгомир Буквич?; Belgrado, 29 aprile 1956) è un ex cestista e allenatore di pallacanestro sloveno naturalizzato serbo.

## Carriera
Ha guidato la Stella Rossa, il Merkur Celje e Como nelle massime serie serba, slovena e italiana. Allena la Virtus Spezia tra ottobre 2011 (subentrato a Claudio Agresti) e dicembre 2012 (sostituito da Loris Barbiero; la squadra avrebbe poi conquistato la promozione in A1).